# روضه الصفا فی سیره الانبیاء و الملوک و الخلفا
روضه الصفا فی سیره الانبیاء و الملوک و الخلفا اثری از میرخواند حمیدالدین محمد بن خاوند شاه بن محمود البلخی است که در قرن نهم نگارش یافته‌است. این اثر در قالب تاریخ عمومی تألیف شده‌است و مشتمل بر هفت جلد می‌باشد که از آغاز آفرینش آغاز گشته و با تاریخ پیامبران ادامه می‌یابد. در ادامه تاریخ امویان و عباسیان روایت می‌شود و سپس دولت‌های مستقر در عهد عباسی را بیان می‌کند. بخشی از این قسمت، اختصاص به سلجوقیان دارد که با وجود کوتاه بودن، به علت استفاده از گزارش‌هایی از بین رفته همچون ملک‌نامه، پیرامون تاریخ سلجوقیان دارای اهمیت ویژه‌ای است.